# قانون الحواجز المعمارية لعام 1968
قانون الحواجز المعمارية لعام 1968 ("ABA" قانون عام. 90–480, 82 Stat. 718, enacted أغسطس 12, 1968 ودُوّن في العنوان 42 من كود الولايات المتحدة المادة 4151 وما يليه) هو قانون صادر عن الكونجرس وقد أصدره الرئيس ليندون جونسون.
تتطلب جمعية المحامين الأمريكية أن تكون المرافق المصممة أو المبنية أو المعدلة أو المستأجرة بأموال مقدمة من الحكومة الفيدرالية للولايات المتحدة متاحة للجمهور. على سبيل المثال ينص القانون على توفير مرافق دورات مياه يمكن الوصول إليها للأشخاص ذوي الإعاقة في مثل هذه المباني. تمثل إيه بي إيه واحدة من الجهود الأولى لضمان أن يكون التصميم وبناء بعض المباني والمرافق الممولة فيدراليًا لتكون في متناول الأشخاص ذوي الإعاقة. لا تغطى المرافق التي سبقت القانون بصفة عامة ولكن التعديلات أو الإيجارات التي يُجرونها بعد نفاذ القانون يمكن أن تؤدي إلى التغطية.
أنشئت معايير موحدة لتصميم المباني وتشييدها وتعديلها بحيث يتمكن الأشخاص ذوو الإعاقة من الوصول إليها واستخدامها بسهولة. نسخة محفوظة 2007-07-12 على موقع واي باك مشين. معايير إمكانية الوصول الفيدرالية الموحدة (UFAS) هذه يطورها ويقوم بصيانتها مجلس الوصول وتكون بمثابة الأساس للمعايير المستخدمة لإنفاذ القانون. وتقوم الهيئة بتنفيذ قانون إيه بي إيه بناءً على التحقيق في الشكاوى المتعلقة بمرافق معينة. توجد أربع وكالات فيدرالية مسؤولة عن تحديد المعايير: وزارة الدفاع ووزارة الإسكان والتنمية الحضرية وإدارة الخدمات العامة وخدمة البريد الأمريكية. تتحمل هذه الوكالات الفيدرالية مسؤولية ضمان الامتثال لـيو أف إيه أس عند تمويل تصميم أو بناء أو تعديل أو تأجير المرافق. كما اشترطت بعض الإدارات كسياسة عامة الامتثال لإرشادات إمكانية الوصول لقانون الأمريكيين ذوي الإعاقة (والتي لا تنطبق على القطاع الفيدرالي) بالإضافة إلى يو أف إيه أس.

## البناء
يتكون قانون إيه بي إيه (كما عدل) من سبعة أقسام:
- يحدد القسم 1 المباني أو المرافق التي يشملها القانون.
- يصف القسم 2 و3 و4 و4أ دور كل وكالة لوضع المعايير.
  - تضع إدارة الخدمات العامة (جي أس إيه) معايير لجميع المباني الخاضعة لقانون الحواجز المعمارية التي لا تغطيها المعايير الصادرة عن وكالات وضع المعايير الثلاث الأخرى.
  - تحدد وزارة الدفاع المعايير الخاصة بمنشآت وزارة الدفاع.
  - تحدد وزارة الإسكان والتنمية الحضرية (أتش يو دي) المعايير الخاصة بالهياكل السكنية التي يغطيها قانون الحواجز المعمارية باستثناء تلك التي تمولها أو تبنيها وزارة الدفاع.
  - تضع خدمة البريد الأمريكية (يو أس بيه أس) معايير للمرافق البريدية.
- تنص المادة 5 على أن المباني المصممة أو المبنية أو المعدلة بعد تاريخ السريان (12 أغسطس 1968) تخضع للقانون.
- ويتعلق القسم السادس بتعديل المعايير ومنح الإعفاءات.
- يتطلب القسم 7أ من مدير الخدمات العامة تقديم تقرير إلى الكونجرس بشأن أنشطته فيما يتعلق بالقانون.
- يعدل القسم 7ب القانون لضمان الامتثال للمعايير نتيجة لإنشاء وكالة اتحادية مستقلة وهي مجلس الامتثال للحواجز المعمارية والنقلية الذي أنشئ بموجب القسم 502 من قانون إعادة التأهيل لعام 1973. ويتطلب البند 7ب أيضًا أن يقدم مجلس الامتثال تقريرًا إلى مجلس الشيوخ "بالأنشطة والإجراءات اللازمة لضمان الامتثال للمعايير المنصوص عليها بموجب هذا القانون".